# Carlos Valdés
Carlos Enrique Valdés Parra (Cali, 1985. május 22. –) kolumbiai válogatott labdarúgó, jelenleg kölcsönben a San Lorenzo játékosa.

## Sikerei, díjai
Santa Fe
- Kolumbiai kupagyőztes (1): 2009